# Efecte de Coriolis

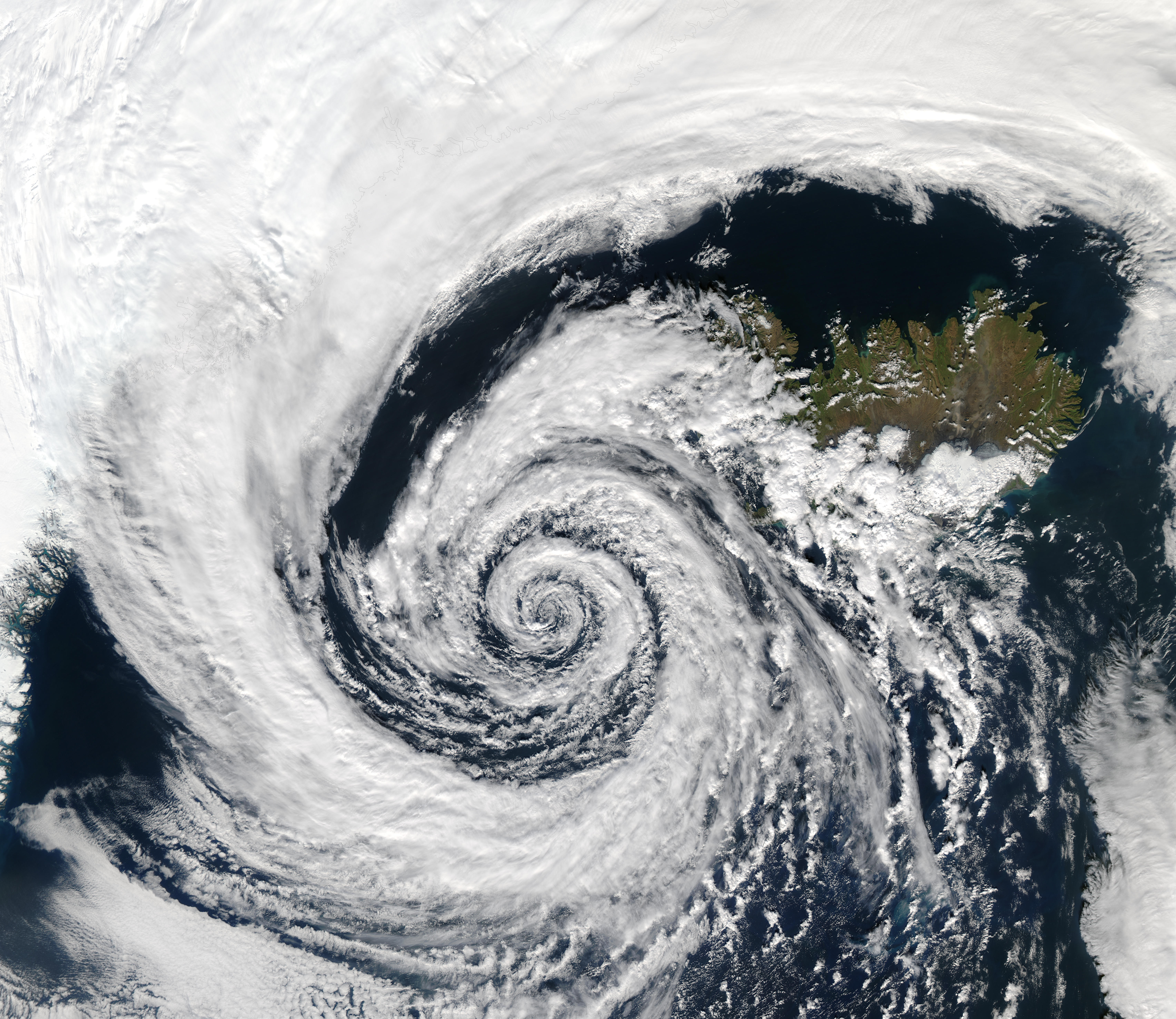
El sentit de gir en sentit contrari a les agulles del rellotge d'una depressió atmosfèrica s'explica per la força de Coriolis i pel gradient de pressió.

L'efecte de Coriolis, acceleració de Coriolis o força de Coriolis, és una acceleració aparent, afegida a la real, que un observador atribueix a un cos en moviment, quan l'observa des d'un sistema de referència {\displaystyle S'} en rotació respecte a un sistema de referència inercial {\displaystyle S}. És a dir, sempre apareix quan hi ha una translació de qualsevol cos respecte a una rotació. És anomenada en honor al físic i enginyer francès Gaspard Gustave de Coriolis (1792-1843) que la va descobrir.
Si la velocitat del cos respecte a {\displaystyle S'}, en rotació, és {\displaystyle {\vec {v}}}, i la velocitat angular de rotació de {\displaystyle S'} respecte a {\displaystyle S}, inercial, és {\displaystyle {\vec {\omega }}}, l'acceleració de Coriolis {\displaystyle {\vec {a}}_{C}} del cos es calcula amb el producte vectorial:
{\displaystyle {\vec {a}}_{C}=-2{\vec {\omega }}\times {\vec {v}}}

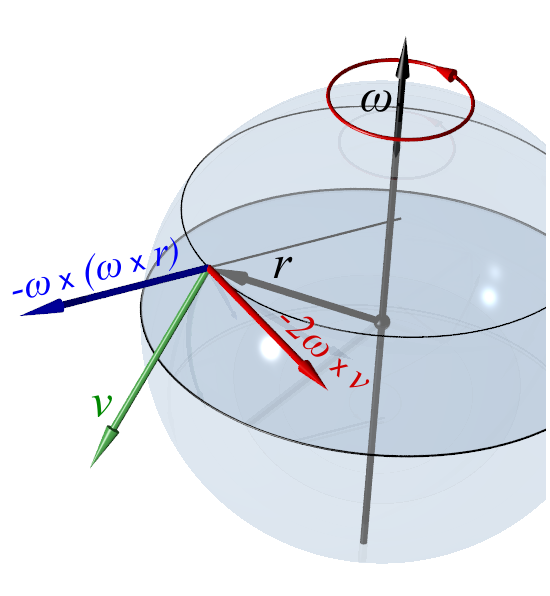

La direcció de l'acceleració de Coriolis és perpendicular a {\displaystyle {\vec {\omega }}} i a {\displaystyle {\vec {v}}}. El vector velocitat angular té la direcció de l'eix de rotació del sistema de referència {\displaystyle S'}.
L'acceleració de Coriolis apareix, per exemple, en nombroses màquines i mecanismes que tenen una colissa que es mou linealment sobre una barra que té una determinada velocitat angular {\displaystyle \omega }.
Si el moviment és descrit des d'un sistema de referència inercial, per exemple des de l'exterior de la Terra, aquesta força no apareix. L'expressió de la força de Coriolis s'obté aplicant la 2a llei de Newton {\textstyle {\vec {F}}=m{\vec {a}}}, i val:
{\displaystyle {\vec {F}}_{C}=-2m{\vec {\omega }}\times {\vec {v}}}

## Exemples

### Caiguda lliure
A la Terra, l'efecte Coriolis apareix per la influència de la seva rotació, que gira cap a l'est amb una velocitat angular de {\displaystyle \omega _{T}=2\pi } rad/dia. En els cossos que cauen lliurement (caiguda lliure), la trajectòria es desvia lleugerament de la vertical, de manera que arriba a terra en un punt a l'est de la vertical des del punt de caiguda. En el punt de llançament, per exemple a dalt d'un gratacel, el cos duu una velocitat angular igual a la de la Terra, però a causa del fet que està a una certa alçada, la seva velocitat lineal cap a l'est (velocitat tangencial), determinada per un observador inercial fora de la Terra, és major que la que duu un punt a la superfície de la Terra just a la vertical.
La velocitat lineal depèn del radi. Si hom anomena {\displaystyle R} al radi de la Terra i {\displaystyle h} l'altura des d'on es deixa caure el cos, la velocitat de la Terra és {\displaystyle v_{T}=\omega _{T}R} i la del cos que cau {\displaystyle v_{c}=\omega _{T}(R+h)}. Quan cau, el cos ha de conservar el moment angular {\textstyle {\vec {L}}={\vec {r}}\times {\vec {p}}={\vec {r}}\times m{\vec {v}}}. Com que el radi disminueix, la velocitat lineal, tangencial, augmenta lleugerament i incrementa la diferència ja existent amb la velocitat de la Terra. Per aquestes raons es desplaça cap a l'est un poc més ràpid que la Terra i cau a l'est del punt on s'esperava que caigués. Així un observador situat a la superfície de la Terra li sembla que el cos duu una acceleració cap a l'est perquè la diferència de velocitats a mesura que el cos cau es fa més diferent. L'acceleració de Coriolis {\textstyle {\vec {a}}_{C}=-2{\vec {\omega }}\times {\vec {v}}}, en aquest cas no és constant, ja que la velocitat que cal considerar és la de caiguda, que es va incrementant. Nogensmenys, el fet que {\displaystyle h\ll R_{T}} fa que sigui un fenomen que en la vida quotidiana no s'observi. Sí que es té en compte en els llançaments de míssils de llarg abast.

### Moviment horitzontal

#### A la Terra

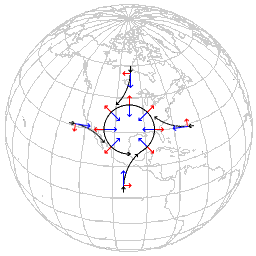
Desviació de cossos que es mouen cap a un punt de la superfície de la Terra seguint meridians i paral·lels.

Si la bola es llança des de l'equador cap al pol nord, seguint el mateix meridià, la bola, quan es llança, malgrat que està en repòs respecte a terra, aquest repòs és aparent, ja que gira amb la Terra d'oest a est. Per tant, la bola surt amb una certa velocitat cap a l'est, en concret a 463 m/s o 1668 km/h. A mesura que s'apropa al pol, es troba que el sol presenta cada vegada menys velocitat. Com a resultat, la persona situada en l'equador veurà que la bola es va desplaçant cap a la dreta del meridià, en aquest cas cap a l'est.

#### A damunt un disc en rotació

A la imatge de l'esquerra es veu una bola que s'allunya en línia recta des del centre d'un disc giratori fins a la vorera, però vist des del punt de vista d'un observador extern. En la de la dreta, es veu la trajectòria de la bola sobre el disc, però des del punt de vista d'un observador situat al damunt del disc.

Hom pot deduir la intensitat de l'acceleracció de Coriolis amb uns càlculs senzills. En un disc en rotació amb una velocitat angular constant {\displaystyle \omega }, es llança la pilota amb una velocitat {\displaystyle v} des del punt {\displaystyle A}, proper al centre, a una distància {\displaystyle r_{A}} d'ell i que duu una velocitat tangencial {\displaystyle v_{A}=\omega r_{A}}; cap al punt {\displaystyle B}, situat a la perifèria del disc a una distància {\displaystyle r_{B}} del centre i amb una velocitat superior {\displaystyle v_{B}=\omega r_{B}}. La pilota es mou radialment una distància {\displaystyle r_{B}-r_{A}} amb una velocitat {\displaystyle v} i emprant un temps {\displaystyle t}, complint-se, per tractar-se d'un moviment rectilini i uniforme:
{\displaystyle r_{B}-r_{A}=vt}
Durant aquest temps la pilota es mou lateralment una distància {\displaystyle s_{A}=v_{A}t}, a causa de la rotació del disc, i el punt {\displaystyle B} una distància superior {\displaystyle s_{B}=v_{B}t}. Per tant, la pilota, que es mou lateralment més lentament, passa per darrere el punt {\displaystyle B} una distància igual a:
{\displaystyle s=s_{B}-s_{A}=(v_{B}-v_{A})t}que, en funció de la velocitat angular, queda:
{\displaystyle s=(r_{B}-r_{A})\omega t=vt\omega t=\omega vt^{2}}
La distància depèn del temps al quadrat, en conseqüència, és un moviment rectilini uniformement accelerat i se sap que si no hi ha velocitat inicial es compleix que:
{\displaystyle s={\frac {1}{2}}at^{2}}
Per tant, podem igualar i obtenir el valor de la intensitat de l'acceleració, que és la de Coriolis:
{\displaystyle {\frac {1}{2}}at^{2}=\omega vt^{2}}
{\displaystyle a_{C}=2\omega v}
Per l'observador situat sobre el disc (animació de la dreta), la bola es mou al llarg d'un arc, cap a la seva esquerra, canviant constantment de direcció. No aprecia que el disc giri, sinó que li sembla que són els voltants els que ho fan. Per tant, per aquest observador, una força desplaça la bola cap a la seva esquerra (força de Coriolis).

### Ciclons i anticiclons

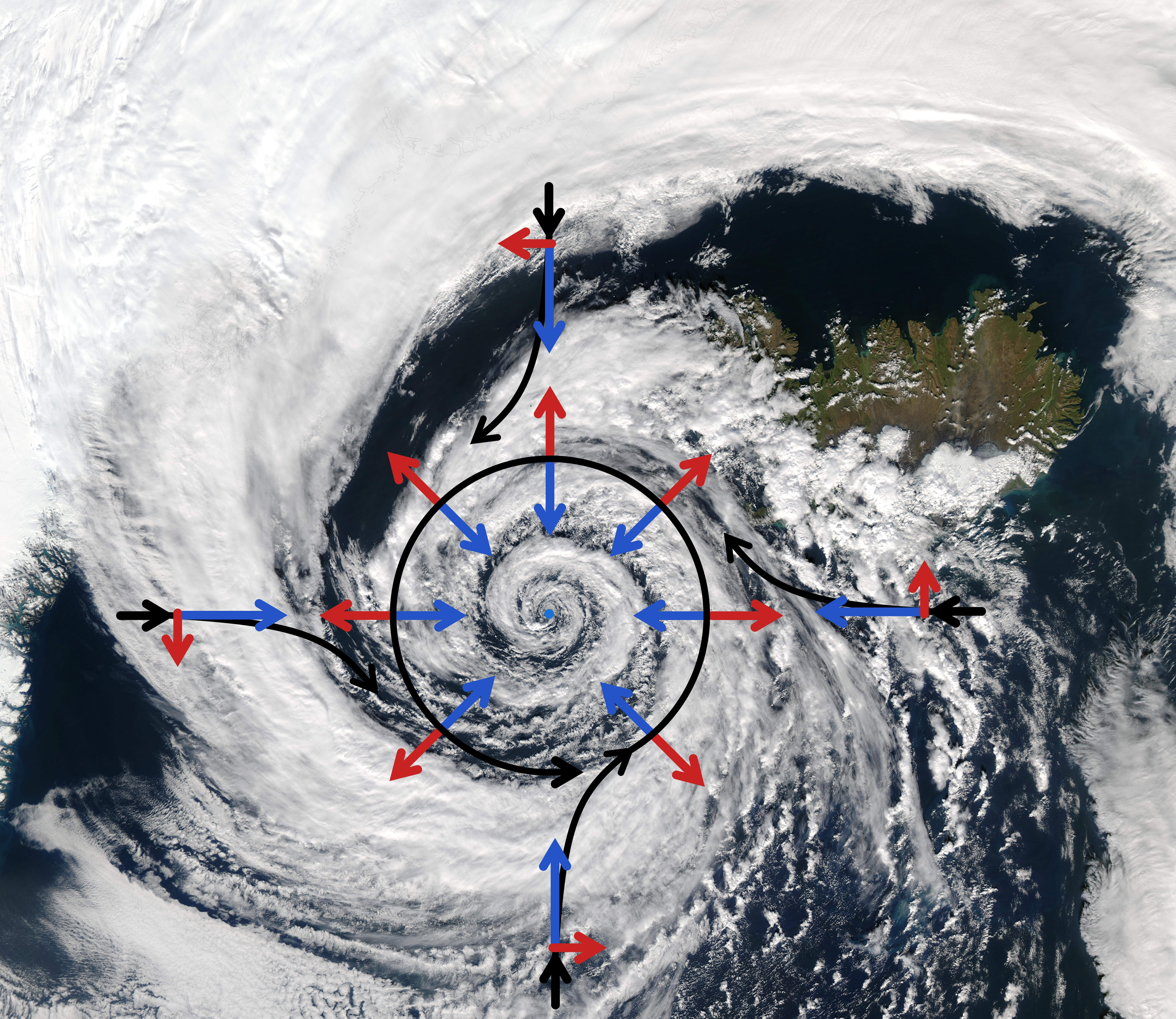
Moviment d'un cicló a causa de la força de Coriolis.

Una llegenda urbana atribueix diferents sentits de rotació al curs de l'aigua dels vàters de l'hemisferi nord i sud a aquest efecte. Això és una falsedat molt estesa. La força de Coriolis és prou intensa per a dirigir la rotació d'un huracà durant dies, però és massa dèbil per a provocar una rotació en una petita quantitat d'aigua durant els escassos segons que triga a desaparèixer per l'aigüera.

### Pèndol de Foucault

El pèndol no es desvia respecte d'un sistema de referència inercial, com pot ser el requadre que envolta aquesta animació. Sí ho fa respecte al sistema de referència en rotació que representa la cúpula del Panteó de París.

Un experiment, anomenat del pèndol de Foucault, que serví per demostrar el moviment de rotació de la Terra fou la desviació del pla de rotació d'un pèndol a causa de la força de Coriolis. El físic francès Léon Foucault el 1851, de forma espectacular, amb un pèndol de 67 m de llarg a la cúpula del Panteó de París realitzà la demostració pública.
La força de Coriolis ve donada per l'expressió:
{\displaystyle {\vec {F}}_{C}=-2m{\vec {\omega }}\times {\vec {v}}}

- {\displaystyle m} és la massa de cos penjat al pèndol que es mou.
- {\displaystyle {\vec {\omega }}} és la velocitat angular de rotació en forma vectorial (és un vector que, per a la Terra. des del centre de la Terra apunta en direcció de l'eix de rotació cap al pol Nord geogràfic).
- {\displaystyle {\vec {v}}} és la velocitat lineal de la massa del pèndol en forma vectorial.

La massa del pèndol té moviment horitzontal, dins d'un pla tangent a la superfície de la Terra. Si {\displaystyle ({\vec {i}},{\vec {j}},{\vec {k}})} són els vectors unitaris canònics d'un sistema de referència cartesià {\displaystyle (x,y,z)}, anomenat del pla tangent, amb un pla tangent al punt on hi ha el pèndol:
- L'eix {\displaystyle x} té la direcció d'un paral·lel i sentit positiu cap a l'est,
- l'eix {\displaystyle y} la d'un meridià terrestre i sentit positiu cap al nord, i
- el tercer eix, el {\displaystyle z}, té direcció radial amb sentit positiu cap a defora de l'esfera.

Així, la velocitat del pèndol pot descompondre's com:
{\displaystyle {\vec {v}}=v_{x}{\vec {i}}+v_{y}{\vec {j}}}
Si {\displaystyle \varphi } és la latitud del punt on es troba el pèndol, la velocitat angular de rotació de la Terra es pot escriure com:
{\displaystyle {\vec {F}}_{C}=-2m{\vec {\omega }}\times {\vec {v}}=-2m{\begin{vmatrix}{\vec {i}}&{\vec {j}}&{\vec {k}}\\0&\omega \cos \varphi &\omega \sin \varphi \\v_{x}&v_{y}&0\end{vmatrix}}=2mv_{y}\omega \sin \varphi {\vec {i}}-2mv_{x}\omega \sin \varphi {\vec {j}}+2mv_{x}\omega \cos \varphi {\vec {k}}}
En oscil·lar el pendol la component de la velocitat sobre l'eix {\displaystyle x} canvia de sentit en arribar als extrems. Si {\textstyle v_{x}>0\Rightarrow {\vec {F}}_{C}} desvia cap al sud per la component negativa {\displaystyle {\vec {j}}}. Si {\textstyle v_{x}<0\Rightarrow {\vec {F}}_{C}} desvia cap al nord per la component {\displaystyle {\vec {j}}} que queda positiva. Igual passa amb la velocitat sobre l'eix {\displaystyle y}. Si {\displaystyle v_{y}>0\Rightarrow {\vec {F}}_{C}} té sentit {\displaystyle +{\vec {i}}} i es produeix una desviació cap a l'est. Si {\displaystyle v_{y}<0\Rightarrow {\vec {F}}_{C}} té sentit {\displaystyle -{\vec {i}}} i la desviació és cap a l'oest. La component {\displaystyle {\vec {k}}} és petita i no afecta perquè duu la mateixa direcció que la gravetat, molt més elevada.
La combinació de totes aquestes forces fa que el pèndol, a l'hemisferi nord giri en sentit contrari a les agulles del rellotge (quan va cap a l'est la força és cap al sud; quan va cap a l'oest la força és cap al nord; quan va cap al nord la força és cap a l'est; i quan va cap al sud la força és cap a l'oest). La intensitat de la força de Coriolis és molt petita, pel pèndol original del Panteó de París en el moment de la velocitat màxima (al centre) valia 3,5 mN, també el valor màxim de la força de Coriolis, que equival al pes d'una massa de 0,35 g. En cada oscil·lació el pla d'oscil·lació girava 0,051°, que equival a un desplaçament màxim de 2,5 mm.